# Championnat d'Israël de football 1985-1986
Navigation
Championnat d'Israël 1984-1985 Championnat d'Israël 1986-1987
Le Championnat d'Israël de football 1985-1986 est la 34e édition de ce championnat.

## Classement[1]
| Rang | Équipe               | Pts | J  | G  | N  | P  | Bp | Bc | Diff |
| ---- | -------------------- | --- | -- | -- | -- | -- | -- | -- | ---- |
| 1    | Hapoël Tel-Aviv      | 59  | 30 | 17 | 8  | 5  | 52 | 26 | +26  |
| 2    | Maccabi Haïfa        | 57  | 30 | 16 | 9  | 5  | 47 | 18 | +29  |
| 3    | Maccabi Tel-Aviv     | 57  | 30 | 16 | 9  | 5  | 48 | 27 | +21  |
| 4    | Betar Jérusalem      | 52  | 30 | 15 | 7  | 8  | 48 | 33 | +15  |
| 5    | Bnei Yehoudah        | 46  | 30 | 12 | 10 | 8  | 27 | 19 | +8   |
| 6    | Hapoël Kfar Sabah    | 42  | 30 | 11 | 9  | 10 | 41 | 34 | +7   |
| 7    | Maccabi Petah-Tikvah | 40  | 30 | 11 | 7  | 12 | 34 | 41 | -7   |
| 8    | Hapoël Beer-Sheva    | 39  | 30 | 10 | 9  | 11 | 24 | 24 | 0    |
| 9    | Maccabi Netanya      | 39  | 30 | 11 | 6  | 13 | 34 | 35 | -1   |
| 10   | Shimshon Tel-Aviv    | 38  | 30 | 9  | 11 | 10 | 32 | 38 | -6   |
| 11   | Maccabi Yavne        | 37  | 30 | 9  | 10 | 11 | 21 | 32 | -11  |
| 12   | Maccabi Jaffa        | 36  | 30 | 9  | 9  | 12 | 24 | 34 | -10  |
| 13   | Hapoël Petah-Tikvah  | 35  | 30 | 9  | 8  | 13 | 42 | 44 | -2   |
| 14   | Hapoël Jérusalem FC  | 30  | 30 | 8  | 6  | 16 | 31 | 45 | -14  |
| 15   | Hapoël Haïfa         | 24  | 30 | 6  | 6  | 18 | 24 | 60 | -36  |
| 16   | Maccabi Sha'arayim   | 22  | 30 | 4  | 10 | 16 | 22 | 41 | -19  |

|  | Champion |
|  | Relégué  |

## Bilan de la saison
| Tableau d'Honneur                |                 |
| Compétition                      | Vainqueur       |
| Championnat d'Israël de football | Hapoël Tel-Aviv |
| Coupe d'Israël de football       | Betar Jérusalem |

| Promotions et relégations |                                                     |
| Relégués en Liga Leumit   | Hapoël Jérusalem FC Hapoël Haïfa Maccabi Sha'arayim |
| Promus en Ligat ha'Al     | Beitar Netanya Beitar Tel-Aviv Hapoël Lod           |